# يارومير تارابوس
يارومير تارابوس (بالتشيكية: Jaromír Tarabus)‏ مواليد 21 مارس 1977، هو سائق راليات تشيكي. بدأ مسيرته في سنة 2008. كان أول رالي له هو رالي ويلز 2008. شارك في بطولة العالم للراليات.

## روابط خارجية
- يارومير تارابوس على موقع eWRC-results.com (الإنجليزية)